# شارپسبورگ (آیووا)
شارپسبورگ (به انگلیسی: Sharpsburg) شهری در ایالت آیووا کشور ایالات متحده آمریکا است که جمعیت آن در سرشماری سال ۲۰۱۰ میلادی، ۸۹ نفر بوده‌است.